# Аналізуюче схрещування
Аналізуюче схрещування — схрещування особин із домінантною ознакою у фенотипі і невідомим генотипом із рецесивною гомозиготою, з метою визначити генотип першої особини. Вперше аналізуючі схрещування проводив Грегор Мендель для підтвердження своєї моделі спадковості. Такий тип гібридизації може використовуватись як інструмент у селекційній роботі і генетичних дослідженнях.

## Моногібридні схрещування
У схемах схрещування особин із домінантною ознакою у фенотипі і невідомим генотипом записують у вигляді так званого фенотипвого радикала A_. Таке позначення означає, що в організму точно є один алель, що визначає домінантний стан ознаки, а другий алель є невідомим. При гібридизації такої особини із рецесивною гомозиготою можливі два результати:
- Якщо усе потомство виявиться одноманітним, це свідчитиме про те, що аналізована особина утворює тільки один тип гамет, а отже є гомозиготою (AA). Схематично схрещування можна записати так:

| P:  | AA | ×  | aa |
| G:  | A  |    | a  |
| F1: | Aa | Aa | Aa |

- Якщо у потомстві спостерігатиметься розщеплення 1:1, то це означатиме, що аналізована особина утворює два типи гамет (A і a), тобто є гетерозиготою (Aa). Схематичний запис схрещування:

| P:  | Aa        | ×         | aa        |
| G:  | A, a      |           | a         |
| F1: | 1Aa : 1aa | 1Aa : 1aa | 1Aa : 1aa |

## Ди- і полігібридні схрещування
Схрещування із рецесивними ди- (або полі-) гомозиготами можуть бути використані і в тих випадках, коли аналізується кілька генів одночасно і потрібно з'ясувати генотип домінантної за всіма ознаками особинами. Наприклад, для дигібридних аналізуючих схерщувань Мендель використовував таку схему:
| AABB | Обидві домінантні ознаки зберігаються у всього потомства                                                              |
| AABb | У всього потомства проявляється домінантна ознака, що визначається алелем A, за ознакою B спостерігається розщеплення |
| AaBB | За ознакою A спостерігається розщеплення, у всього потомства проявляється домінантна ознака, що визначається алелем B |
| AaBb | Жодна із домінантних ознак не зберігається у всього потомства                                                         |